# بيتل (أنغلزي)
بيتل (بالإنجليزية: Bethel, Anglesey)‏ هي قرية تقع في المملكة المتحدة في ويلز.